# Jeghegnadzor
Jeghegnadzor (armeniska: Եղեգնաձոր) är en provinshuvudstad i Armenien. Den ligger i provinsen Vajots Dzor, i den sydöstra delen av landet, 80 kilometer sydost om huvudstaden Jerevan. Jeghegnadzor ligger 1 242 meter över havet och antalet invånare är 8 200.
Terrängen runt Jeghegnadzor är varierad. Jeghegnadzor är det största samhället i trakten.
Trakten runt Jeghegnadzor består i huvudsak av gräsmarker. Runt Jeghegnadzor är det ganska glesbefolkat, med 28 invånare per kvadratkilometer.